# Bingti
Bingti est un village de la commune de Tignère situé dans la région de l'Adamaoua et le département du Faro-et-Déo.

## Population
Lors du recensement de 2005, le village comptait 319 personnes, 152 de sexe masculin et 167 de sexe féminin.